# Rolando Vera (atleta)
Rolando Patricio Vera (Cuenca, 27 de abril de 1965), también conocido como "El Chasqui de Oro" es un corredor ecuatoriano de larga distancia ya retirado, que representó a su país en 3 Olimpiadas consecutivas entre 1986 y 1996. 
Perdió a su padre y se impuso por cuatro ocasiones consecutivas, en los años 1986, 1987, 1988 y 1989 en la prestigiosa y tradicional Carrera Internacional de San Silvestre de São Paulo que, desde 1925 se corre por las calles de la ciudad brasileña de Sao Paulo.

## Logros
| Año  | Torneo                    | Escenario             | Resultado | Evento   |
| ---- | ------------------------- | --------------------- | --------- | -------- |
| 1987 | Juegos Panamericanos      | Indianápolis, EE. UU. | 2         | 10.000 m |
| 1987 | Campeonatos de Sudamérica | São Paulo, Brasil     | 1         | 5.000 m  |
| 1987 | Campeonatos de Sudamérica | São Paulo, Brasil     | 2         | 10.000 m |
| 1988 | Juegos Olímpicos          | Seúl, Corea del Sur   | 15        | 10.000 m |
| 1989 | Campeonatos de Sudamérica | Medellín, Colombia    | 1         | 10.000 m |
| 1992 | Juegos Olímpicos          | Barcelona, España     | 43        | Marathon |
| 1993 | Campeonato del mundo      | Stuttgart, Alemania   | DNF       | 10.000 m |
| 1996 | Juegos Olímpicos          | Atlanta, Georgia      | 22        | Marathon |